# Sílvia Pfeifer
Sílvia Escobar Pfeifer  (sinh ngày 24 tháng 2 năm 1958) là một nữ diễn viên và cựu người mẫu Brazil.

## Nghề nghiệp
Trong truyền hình, cô bắt đầu đóng phim vào năm 1990, cho Rede Globo, diễn xuất trong telenovela Meu Bem, Meu Mal. Năm 1992, cô làm Perigosas Peruas. Năm 1994 nhiệt đới. Năm 1996: O Rei do Gado và Malhação. Năm 1998: Torre de Babel. Năm 2000: Uga, Uga. Năm 2001: O Clone. Năm 2002: Desejos de Mulher. Năm 2003: Kubanacan và Anniversaryidade. Năm 2006, Pé na Jaca.
Nữ diễn viên Sílvia Pfeifer cũng thực hiện một số miniseries, đặc biệt và phim bộ. Năm 1990, Boca do Lixo. Năm 1998: Quyết định từ vựng. Năm 2002, Os Normais. Năm 2004: Linha Direta. Năm 2006: Một Diarista. Năm 2008: Casos e Acasos.
Năm 2009, cô chuyển đến TV Record, nơi cô đóng bộ phim telenovela bela, một Feia.
Trong phim, Sílvia đã diễn xuất vào năm 1991 Não Quero Falar Sobre Isso Agora. Năm 2000, Le Voyeur một bộ phim ngắn và Xuxa Popstar. Năm 2004: Một chiếc Cartomante.
Năm 2016, cô được TVI thuê đóng phim.

## Cuộc sống cá nhân
Cô đã kết hôn với doanh nhân Nelson Chamma Filho, người có hai đứa con, Emanuela và Nicholas.